# تيم دود
تيم دود (بالإنجليزية: Tim Dodd)‏ هو مصور ويوتيوبي أمريكي، ولد في 27 فبراير 1985.